# Динарий кесаря
«Динарий кесаря» (итал. Cristo della moneta) — известная картина великого итальянского художника Тициана, написанная им около 1516 года. Подпись на картине: TITIANUS F.

## История создания
Картина была написана для герцога Феррары Альфонсо д’Эсте. По свидетельству Вазари, она украшала дверцу шкафа с коллекцией античных монет в кабинете герцога. Картина является первым заказом герцога у Тициана. В 1598 году картина перешла в коллекцию семьи д'Эсте в Модене. В 1746 году куплена для дрезденского королевского собрания.
По всей видимости, сюжет картины был предложен заказчиком, избравшим слова Христа: «Воздайте Богу Богово, а кесарю кесарево» — лозунгом в борьбе с римскими папами, пытавшимися вернуть давно уже утраченную власть над Феррарой, формально входившей в число папских владений. Однако очевидно, что Тициана взволновал глубокий философский смысл сюжета. Все усугубляющиеся противоречия жизни Италии заставляют мастеров начала XVI века острее ощущать драматическое несовпадение гуманистических идеалов и окружающей действительности.
В годы Второй мировой войны картина, как и все остальные экспонаты Дрезденской галереи, сильно пострадала и была спасена в СССР, в ГМИИ им. А. С. Пушкина, где была отреставрирована народным художником СССР Павлом Кориным и возвращена в Дрезден.

## Сюжет картины
Ещё в конце XV века Леонардо противопоставляет в своей Тайной вечере человеческое благородство и человеческую низость. Тициан, остро чувствовавший своё время, не мог не заметить эти противоречия. Уже в его падуанских фресках появляется тема столкновения светлого и тёмного начал, решённая в эпически-светском плане. В «Динарии кесаря» она решается в ином, глубоко психологическом плане, приобретает общечеловеческое звучание.
Сюжет картины отображает момент, когда фарисеи, недовольные разоблачениями со стороны Христа их высокомерия и подлостей по отношению к другим людям, решили погубить его. Но испугавшись сами убивать Христа, решили сделать это руками римлян. Для этого фарисеи придумали хитрый план. Они подослали одного из фарисеев к Христу с серебряной монетой — динарием. Пришедший фарисей протянул монету Христу и спросил его: «Нужно ли платить жителям Иудеи налоги римскому императору (Кесарю)? Ведь Рим очень далеко от Иудеи и Кесаря никто никогда и не видел».
Смысл этого вопроса-ловушки заключался в том, что если Христос скажет, что платить подати в Рим необходимо, то фарисеи смогут настроить против него население Иудеи. Если же Христос ответит, что подати платить не надо, фарисеи смогут донести на него римским властям и Христос будет жестоко наказан. Но Христос попросил фарисея показать ему монету и сказать, что на ней изображено. И фарисей, удивившись неожиданному вопросу ответил, что на одной стороне монеты изображен кесарь, а на второй стороне — Бог (На древних монетах Рима практически всегда изображался портрет императора, а на другой стороне один из древнеримских богов). И Христос сказал: «Так отдай Богу богово, а кесарю кесарево!» Фарисеи были потрясены этим совершенно для них неожиданным ответом и в страшном смятении быстро удалились.
Картина удивительно проста, лишена даже намёка на эффектность. Художник словно размышляя, сопоставляет на плоскости две фигуры. И в этом сопоставлении нет открытого драматизма: фарисей появляется справа из-за рамы картины, протягивает противнику монету; обернувшись к искусителю, Христос смотрит на него и внимательно, и рассеяно. Отказавшись от каких-либо деталей, монументализировав фигуры героев, сосредоточив на них всё внимание, Тициан достиг огромной ёмкости и образной сконцентрированности. Фигура Христа величаво господствует в картине, заполняя картину почти целиком, выделяется на тёмном фоне аккордом розово-красных и синих оттенков.
Если в образе Христа преобладает идеально-возвышенное начало, то в облике фарисея решительно подчёркнута некая заземлённая конкретность, его низость, ничтожество, полное пороками. Его рука смугла и жилиста, горбоносый профиль резок, лицо морщинисто, в ухе поблескивает серьга. Это как бы сама реальность, наделённая энергией и настойчивостью, грубая и отвратительная. Мощно написанная фигура едва появляется на картине. Тему встречи двух противоположных миров, мира возвышенных идеалов и реальной действительности, словно скрепляет и завершает, создаёт некую связь, выразительный контраст тонкой руки Христа, которая никогда не коснётся монеты, на которую указывает Христос, и мощной руки фарисея, крепко сжавшей серебряный динарий.

## Критика
Картина описывают как «самую изящную и отполированную раннюю работу Тициана». Джорджо Вазари считал картину «изумительной и чудесной», утверждая, что все художники того времени считали ее самой совершенной картиной Тициана. Биография Карло Ридольфи рассказывает, что, увидев ее, посланник императора Карла V был поражен тем, как художник мог так превосходно конкурировать с Альбрехтом Дюрером.

## Экфрасис картины в литературе
- Картина «Динарий кесаря» (ок. 1516. Дрезденская галерея, Германия) нашла экфрастическое воплощение в поэтике главы «Великий инквизитор» в романе Ф.М. Достоевского «Братья Карамазовы» (1879–1880)[6].